# Concha Monrás
Concha Monrás Casas (Barcelona, 8 de diciembre de 1898-Huesca, 23 de agosto de 1936) fue una pianista española. De ideología anarquista, fue víctima de la represión del bando sublevado en los inicios de la guerra civil española.

## Trayectoria
Monrás nació en Barcelona en 1898. Fue la hija de María Casas y de Joaquín Monrás Casanova, catedrático de literatura, que tuvieron otros dos hijos, María Pilar y Joaquín. Siendo los tres hermanos muy pequeños, la familia se trasladó a Huesca. Tras su paso por el Colegio Santa Rosa, Monrás, que tenía grandes inquietudes culturales y sociales, estudió piano y esperanto.
El 6 de enero de 1923, se casó con el artista y periodista Ramón Acín Aquilué, que trabajaba como profesor de dibujo en las Escuelas Normales. La pareja tuvo dos hijas, Katia Acín Monrás y Sol Acín. De ideología anarquista, Acín era delegado de la Confederación Nacional del Trabajo (CNT). Ambos daban clases a las obreras y obreros de forma gratuita. Ambos compartían ideología e inquietudes.
Fueron detenidos el 6 de agosto de 1936, unas semanas más tarde de producirse el golpe de Estado liderado por el general Francisco Franco contra la Segunda República. Esa misma noche Acín fue fusilado en la misma tapia en la que se asesinó años antes al militar Fermín Galán, amigo de la familia. Monrás fue torturada para que su marido se entregara, y encerrada en la cárcel sin luz y sin agua.
Finalmente, fue asesinada en la tapia del Cementerio de las Mártires de Huesca, el 23 de agosto de 1936 junto a 94 personas más. El expediente procesal señala que había sido puesta en libertad.
La tumba de Concha Monrás se encuentra en el cementerio de Huesca, donde también descansan los restos de su esposo Ramón Acín, de sus hijas Sol y Katia y del marido de ésta última, Federico García Bragado. El relieve escultórico que se encuentra sobre la tumba es una pieza de Ramón Acín que originalmente formaba parte de un proyecto para el Osario de Huesca, pero que finalmente fue adaptado para este uso.

## Reconocimientos
El 12 de diciembre de 2004, se descubrió una placa en la vivienda en la que habitaron Monrás y Acín, en la Casa Ena, como homenaje promovido por la CNT, el Círculo Republicano de Huesca Manolín Abad. En la placa puede leerse: 
"En esta casa vivieron Concha Monrás Casas y el artista, anarcosindicalista y pedagogo Ramón Acín Aquilué. El 6 de agosto de 1936 fueron sacados de su hogar para ser impunemente fusilados. Su delito: amar la libertad y luchar por ella."